# اندیس مرمریت ۳۵۱۴
مرمریت ۳۵۱۴ یک اندیس مصالح ساختمانی است که در حوالی شهر نیریز استان فارس قرار دارد و مادهٔ معدنی موجود در آن، مرمریت است.  در این اندیس، پاراژنز‌های SiO۲,Fe۲O۳ یافت می‌شوند.